# Zużycie adhezyjne
Zużycie adhezyjne zachodzi najczęściej przy małych prędkościach i dużych naciskach – w warunkach niedostatecznego smarowania lub jego braku. Występy, nierówności powierzchni są wówczas sczepiane, a następnie ścinane. Podczas współpracy materiałów o różnej wytrzymałości zużycie jest niewielkie. Podczas współpracy materiałów o podobnej wytrzymałości występuje głębokie wyrywanie i przywarte do trących się powierzchni wyrwane cząstki metalu bruzdują je – co jest niedopuszczalne w eksploatacji maszyn. Zużycie adhezyjne występuje w wolnobieżnych łożyskach ślizgowych, a czasami w przekładniach ślimakowych – zwłaszcza gdy wymienione węzły maszyn są niedostatecznie smarowane, a materiały współpracujących części są źle dobrane.